# The Mystery of No. 47
The Mystery of No. 47 è un film muto del 1917 diretto da Otis Thayer.
La sceneggiatura di J. Storer Clouston si basa sull'omonimo romanzo dello scrittore, pubblicato a New York nel 1911.
Prodotto dalla Selig Polyscope Company, aveva come interpreti Ralph Herz, Nellie Hartley, Louiszita Valentine, Frederick Eckhart, Casson Ferguson.

## Trama
Irwin Molyneaux, un collezionista di porcellane, è considerato dagli amici e dai vicini di casa come un cittadino modello fino alla sera in cui la cuoca si licenzia e la moglie ne prende il posto per portare a termine una cena a cui è invitato il vescovo Bedford. Per nascondere il fatto che la moglie è in cucina, Molyneaux giustifica la sua assenza raccontando che è partita. Ma non viene creduto, anzi. Il vescovo lo sospetta e Molyneaux viene accusato di aver ucciso la moglie e la cuoca. Ricercato da Scotland Yard, svela finalmente il mistero quando, sotto falso nome, si fa assumere da un giornale di Londra per cui deve fare delle indagini per ritrovare sé stesso. La ricomparsa della moglie, viva e vegeta, lo scagiona completamente da ogni accusa. La cuoca, poi, si rivela essere la fidanzata di Lord Francis Phillamore.

## Produzione
Il film fu prodotto dalla Selig Polyscope Company (A Red Seal Play)

## Distribuzione
Il copyright del film, richiesto dalla Selig Polyscope Co., fu registrato il 28 maggio 1917 con il numero LP10864.

Distribuito dalla K-E-S-E Service, il film uscì nelle sale cinematografiche statunitensi il 4 giugno 1917.

### Conservazione
Non si conoscono copie ancora esistenti della pellicola che viene considerata presumibilmente perduta.